# 自由ウェールズ軍
自由ウェールズ軍（じゆうウェールズぐん、ウェールズ語: Byddin Rhyddid Cymru ; 英語: Free Wales Army, 略称:FWA）は、1963年にジュリアン・カヨ＝エヴァンスがケレディジョンのランピーターで結成した準軍事的なウェールズ民族主義組織である。
その目的は、独立したウェールズ共和国の設立である。